# Скоростные автодороги Китая
Сеть Скоростных автотрасс Китайской Народной Республики (кит. трад. 中國國家高速公路網, упр. 中国国家高速公路网, пиньинь Zhōngguó guójiā gāosù gōnglùwǎng, палл. Чжунго гоцзя гаосу гунлуван), также Система национальных автодорог, является крупнейшей в мире и составляет 161 тыс. км (на конец 2020 года).
К концу 2011 года общая протяжённость скоростных автомагистралей составила 84,9 тыс. км, тем самым по протяжённости заняла первое место в мире. Максимальная разрешенная скорость на китайских автомагистралях составляет 120 км/ч.

## История
Первоначально Китай планировал построить сеть из национальных магистралей на 35 тыс. км. 
Начало строительства было положено в 1988 году, а завершение планировалось к 2020 году. 
На 1 января 1989 года в Китае насчитывалось 147 км магистралей, но уже на 1 января 2008 года общая длина дорог составила 53 600 км (около 8000 км из которых было построено в 2007 году). 
Главными целями строительства Системы национальных дорог являлись 12 магистралей высокого уровня: пять меридионального направления и семь широтного направления. 70 % магистралей были высокоскоростными автострадами. В 2005 г. плотность автодорог достигла 19,5 км/100 км². 
Проект завершился в 2007 году. 
К концу 2011 года насчитывалось более 4,1 млн км шоссейных дорог, включая почти 85 000 км высокоскоростных дорог. 
К концу 2017 года общая протяжённость автомобильных дорог, открытых для движения, превысила 4770 тыс. км, в том числе 136 тыс. км скоростных автомагистралей (за 2017 год она приросла примерно на 5000 км), построенных по передовым стандартам, тем самым по протяжённости скоростная сеть заняла первое место в мире.
К концу 2020 года общая длина сети скоростных автомагистралей Китая достигла 160 980 км — крупнейшая в мире по длине система скоростных автомагистралей, превзойдя общую длину американской межштатной системы автомагистралей в 2011 году.. 
Многие из основных скоростных автомагистралей параллельны маршруту старых китайских национальных автомагистралей.

## Статистика
| Рост строительства высокоскоростной сети на материковом Китае |                 |
| Год                                                           | Расстояние (км) |
| 01-01-1988                                                    | 0               |
| 01-01-1989                                                    | 147             |
| 01-01-1990                                                    | 271             |
| 01-01-1991                                                    | 522             |
| 01-01-1992                                                    | 574             |
| 01-01-1993                                                    | 652             |
| 01-01-1994                                                    | 1145            |
| 01-01-1995                                                    | 1603            |
| 01-01-1996                                                    | 2141            |
| 01-01-1997                                                    | 3422            |
| 01-01-1998                                                    | 4771            |
| 01-01-1999                                                    | 8733            |
| 01-01-2000                                                    | 11605           |
| 01-01-2001                                                    | 16314           |
| 01-01-2002                                                    | 19437           |
| 01-01-2003                                                    | 25130           |
| 01-01-2004                                                    | 29745           |
| 01-01-2005                                                    | 34288           |
| 01-01-2006                                                    | 41005           |
| 01-01-2007                                                    | 45339           |
| 01-01-2008                                                    | 53913           |
| 01-01-2009                                                    | 60302           |
| 01-01-2010                                                    | 65055           |
| 01-01-2011                                                    | 74113           |
| 01-01-2012                                                    | 84946           |
| 01-01-2013                                                    | 96200           |
| 01-01-2014                                                    | 104438          |
| 01-01-2015                                                    | 111936          |
| 01-01-2016                                                    | 123523          |
| 01-01-2017                                                    | 130973          |
| 01-01-2018                                                    | 136449          |
| 01-01-2019                                                    | 142593          |
| 01-01-2020                                                    | 149571          |
| 01-01-2021                                                    | 160980          |